# Comuna Kalînivka, Ielaneț
Kalînivka (în ucraineană Калинівка) este o comună în raionul Ielaneț, regiunea Mîkolaiiv, Ucraina, formată din satele Kalînivka (reședința), Novooleksandrivka, Uralske și Vodeane.

## Demografie
Componența lingvistică a comunei Kalînivka
     Ucraineană (93,38%)
     Rusă (4,67%)
     Română (1,2%)
     Alte limbi (0,19%)
Conform recensământului din 2001, majoritatea populației comunei Kalînivka era vorbitoare de ucraineană (93,38%), existând în minoritate și vorbitori de rusă (4,67%) și română (1,2%).